# Branlebas (1907)
Branlebas – francuski niszczyciel z okresu I wojny światowej. Jednostka typu Branlebas. Okręt wyposażony w dwa kotły parowe opalane węglem. 23 sierpnia 1915 roku razem z bliźniaczym kontrtorpedowcem "Oriflamme" zatopił u wybrzeży Flandrii niemiecki torpedowiec "A 15". 30 września 1915 roku zatonął na minie w pobliżu Nieuwpoort.